# (13963) Euphrates
(13963) Euphrates (1991 PT4) – planetoida z pasa głównego asteroid okrążająca Słońce w ciągu 6,07 lat w średniej odległości 3,33 j.a. Odkryta 3 sierpnia 1991 roku.